# Schlechtenwegen
Schlechtenwegen ist ein Stadtteil von Herbstein im mittelhessischen Vogelsbergkreis.

## Geographie
Schlechtenwegen liegt im Vogelsberg an der Altefeld. Durch den Ort verläuft die Landesstraße 3182. Den öffentlichen Personennahverkehr stellt die Verkehrsgesellschaft Oberhessen mit den Buslinien VB-42 und VB-45 sicher.

## Geschichte
Der Ort liegt dicht an einem frühmittelalterlichen Höhenweg Herchenhain-Crainfeld-Steinfurt-Schlechtenwegen-Blankenau-Fulda.

### Ersterwähnung und Ortsname
Im Jahre 885 wird der Ort als „Scliedinuueke“ urkundlich erstmals erwähnt.
Der Ortsname leitet sich von dem mhd. „sleht“ ab, was eben oder geglättet bedeutet. Im weiteren Verlauf der Geschichte ändert sich das Wort zu „schlecht“, was auf eine reale Verschlechterung des Höhenweges hindeutet.
1338: „Slechtenwegen“
1442: „Slechtenwege“

### Mittelalter
Erstmals wird das Gericht zu Schlechterwegen in einer Urkunde vom 24. Juni 1342 erwähnt. Johann von Eisenbach verspricht dem Simon von Schlitz genannt Görtz den vierten Teil des Gerichts für 80 Pfund Heller zu verkaufen, falls Wyher von Blankenwald ohne Erben bleibt. 
1480 wird „das gericht zu Slechtenwegen“ in einem Weistum erwähnt. In diesem Weistum werden auch die Rechte der Riedesel in Altenschlirf genannt. Diese Rechte werden in den folgenden Jahrhunderten wiederholt erneuert.
Hermann Riedesel bestätigt für sich und seinen Vater Hermann am 12. Dezember 1488 die Belehnung mit einem Teil der Gerichte Schlechterwegen, Bad Salzschlirf und Landenhausen durch den Fuldaer Fürstabt Johann II. von Henneberg. 
1483 hatten sich die Familien Görtz und Riedesel bereits wegen des Gerichts in Schlechtenwegen verglichen.

### Neuzeit
Im Zuge der Gebietsreform in Hessen wurde Schlechtenwegen am 31. Dezember 1971 ein Stadtteil von Herbstein.

### Territorialgeschichte und Verwaltung

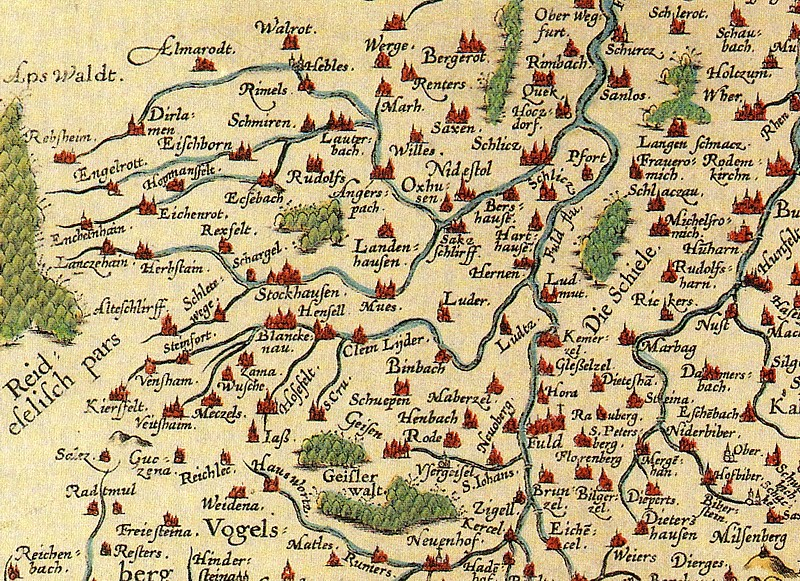
Lage von Schlechtenwegen (Schletewege) auf einer Karte des Hochstifts Fulda von 1574

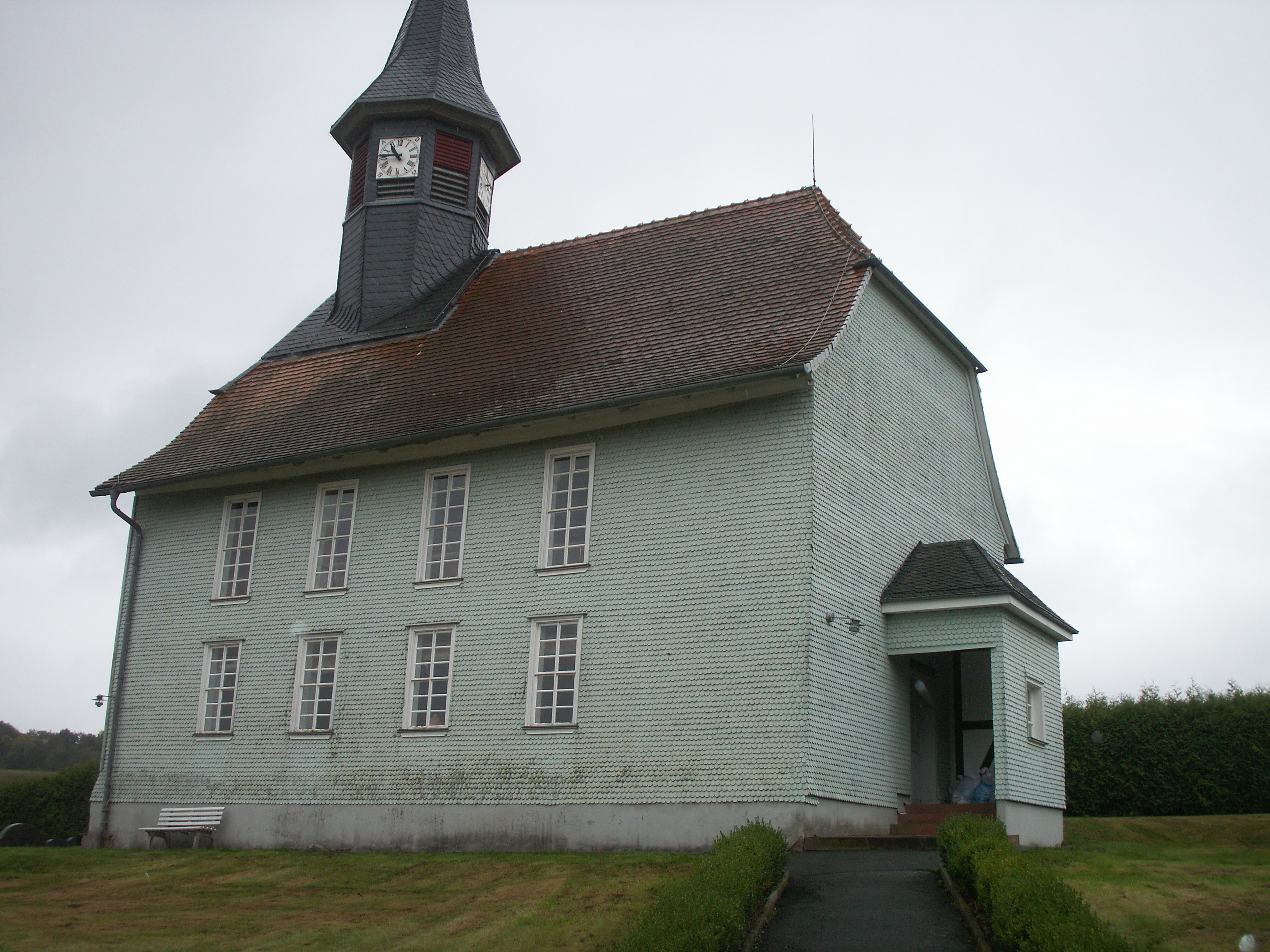
Evangelische Kirche

Die folgende Liste zeigt im Überblick die Territorien, in denen Schlechtenwegen lag, bzw. die Verwaltungseinheiten, denen es unterstand:
- vor 1803: Heiliges Römisches Reich, Gericht Altenschlirf der Freiherren von Riedesel zu Eisenbach (Mannlehen des Fürstbistum Fulda)
- ab 1806: Rheinbund, Großherzogtum Hessen, Gericht Altenschlirf[14]
- ab 1815: Deutscher Bund, Großherzogtum Hessen, Provinz Oberhessen, Amt Altenschlirf[15]
- ab 1821: Deutscher Bund, Großherzogtum Hessen, Provinz Oberhessen, Landratsbezirk Herbstein (Trennung zwischen Justiz (Landgericht Altenschlirf) und Verwaltung)
- ab 1825: Deutscher Bund, Großherzogtum Hessen, Provinz Oberhessen, Landratsbezirk Lauterbach
- ab 1848: Deutscher Bund, Großherzogtum Hessen, Regierungsbezirk Alsfeld
- ab 1852: Deutscher Bund, Großherzogtum Hessen, Provinz Oberhessen, Kreis Lauterbach
- ab 1866: Norddeutscher Bund, Großherzogtum Hessen, Provinz Oberhessen, Kreis Lauterbach
- ab 1871: Deutsches Reich, Großherzogtum Hessen, Provinz Oberhessen, Kreis Lauterbach
- ab 1918: Deutsches Reich, Volksstaat Hessen, Provinz Oberhessen, Kreis Lauterbach
- ab 1945: Amerikanische Besatzungszone, Groß-Hessen, Regierungsbezirk Darmstadt, Kreis Lauterbach
- ab 1949: Bundesrepublik Deutschland, Land Hessen (seit 1946), Regierungsbezirk Darmstadt, Kreis Lauterbach
- am 31. Dezember 1971 wurde Schlechtenwegen als Stadtteil der neu gebildeten Stadtgemeinde Herbstein eingegliedert.
- ab 1972: Bundesrepublik Deutschland, Land Hessen, Regierungsbezirk Darmstadt, Vogelsbergkreis
- ab 1981: Bundesrepublik Deutschland, Land Hessen, Regierungsbezirk Gießen, Vogelsbergkreis

### Recht

#### Materielles Recht
In Schlechtenwegen galten die Riedesel’schen Verordnungen aus dem 18. Jahrhundert als Partikularrecht. Das Gemeine Recht galt nur, soweit diese Verordnungen keine Bestimmungen enthielten. Dieses Sonderrecht behielt theoretisch seine Geltung auch während der Zugehörigkeit zum Großherzogtum Hessen im 19. Jahrhundert, in der gerichtlichen Praxis wurden aber nur noch einzelne Bestimmungen angewandt. Das Partikularrecht wurde zum 1. Januar 1900 von dem einheitlich im ganzen Deutschen Reich geltenden Bürgerlichen Gesetzbuch abgelöst.

#### Gerichtsverfassung seit 1803
In der Landgrafschaft Hessen-Darmstadt wurde mit Ausführungsverordnung vom 9. Dezember 1803 das Gerichtswesen neu organisiert. Für die Provinz Oberhessen wurde das Hofgericht Gießen als Gericht der zweiten Instanz eingerichtet. Die Rechtsprechung der ersten Instanz wurde durch die Ämter bzw. Standesherren vorgenommen und somit war für Schlechtenwegen ab 1806 das „Riedeselsche Patrimonialgericht Altenschlirf“ zuständig.
Das Hofgericht war für normale bürgerliche Streitsachen Gericht der zweiten Instanz, für standesherrliche Familienrechtssachen und Kriminalfälle die erste Instanz. Übergeordnet war das Oberappellationsgericht Darmstadt.
Mit der Gründung des Großherzogtums Hessen 1806 wurde diese Funktion beibehalten, während die Aufgaben der ersten Instanz 1821 im Rahmen der Trennung von Rechtsprechung und Verwaltung auf die neu geschaffenen Landgerichte übergingen. „Landgericht Altenschlirf“ war daher von 1821 bis 1853 die Bezeichnung für das erstinstanzliche Gericht in Altenschlierf. 1853 erfolgte die Verlegung des Landgerichts nach Herbstein.
Anlässlich der Einführung des Gerichtsverfassungsgesetzes mit Wirkung vom 1. Oktober 1879, infolge derer die bisherigen großherzoglich hessischen Landgerichte durch Amtsgerichte an gleicher Stelle ersetzt wurden, während die neu geschaffenen Landgerichte nun als Obergerichte fungierten, kam es zur Umbenennung in Amtsgericht Herbstein und Zuteilung zum Bezirk des Landgerichts Gießen. Ab 1943 wurde das Amtsgericht Herbstein nur noch als Zweigstelle des Amtsgerichts Lauterbach betreiben, bevor es 1968 endgültig aufgelöst wurde und in dem Amtsgerichtsbereich von Lauterbach zugeschlagen wurde.
In der Bundesrepublik Deutschland sind die übergeordneten Instanzen das Landgericht Marburg, das Oberlandesgericht Frankfurt am Main sowie der Bundesgerichtshof als letzte Instanz.

### Einwohnerentwicklung
Belegte Einwohnerzahlen bis 1970 sind:
- 1961: 200 evangelische und 26 katholische Einwohner

| Schlechtenwegen: Einwohnerzahlen von 1834 bis 1970 | Schlechtenwegen: Einwohnerzahlen von 1834 bis 1970 | Schlechtenwegen: Einwohnerzahlen von 1834 bis 1970 | Schlechtenwegen: Einwohnerzahlen von 1834 bis 1970 | Schlechtenwegen: Einwohnerzahlen von 1834 bis 1970 |
| --- | -------------------------------------------------- | -------------------------------------------------- | -------------------------------------------------- | -------------------------------------------------- |
| Jahr |                                                    |                                                    |                                                    | Einwohner                                          |
| 1834 | 1834                                               |                                                    | 296                                                | 296                                                |
| 1840 | 1840                                               |                                                    | 290                                                | 290                                                |
| 1846 | 1846                                               |                                                    | 285                                                | 285                                                |
| 1852 | 1852                                               |                                                    | 277                                                | 277                                                |
| 1858 | 1858                                               |                                                    | 282                                                | 282                                                |
| 1864 | 1864                                               |                                                    | 264                                                | 264                                                |
| 1871 | 1871                                               |                                                    | 270                                                | 270                                                |
| 1875 | 1875                                               |                                                    | 249                                                | 249                                                |
| 1885 | 1885                                               |                                                    | 247                                                | 247                                                |
| 1895 | 1895                                               |                                                    | 241                                                | 241                                                |
| 1905 | 1905                                               |                                                    | 234                                                | 234                                                |
| 1910 | 1910                                               |                                                    | 217                                                | 217                                                |
| 1925 | 1925                                               |                                                    | 209                                                | 209                                                |
| 1939 | 1939                                               |                                                    | 201                                                | 201                                                |
| 1946 | 1946                                               |                                                    | 297                                                | 297                                                |
| 1950 | 1950                                               |                                                    | 273                                                | 273                                                |
| 1956 | 1956                                               |                                                    | 223                                                | 223                                                |
| 1961 | 1961                                               |                                                    | 231                                                | 231                                                |
| 1967 | 1967                                               |                                                    | 223                                                | 223                                                |
| 1970 | 1970                                               |                                                    | 224                                                | 224                                                |
| Datenquelle: Historisches Gemeindeverzeichnis für Hessen: Die Bevölkerung der Gemeinden 1834 bis 1967. Wiesbaden: Hessisches Statistisches Landesamt, 1968. Weitere Quellen: |                                                    |                                                    |                                                    |                                                    |

## Politik
Ortsvorsteher ist Mike Fölsing (Stand März 2022).

## Regelmäßige Veranstaltungen
Ende September findet auf einem Sportgelände eine Tractorpulling-Veranstaltung statt.